# 本田稔
本田 稔（ほんだ みのる、1923年〈大正12年〉‐ 2021年〈令和3年〉10月3日）は、日本の海軍軍人・航空自衛官。最終階級は日本海軍では海軍少尉、航空自衛隊では一等空尉。太平洋戦争における撃墜王。剣部隊出身。

## 経歴
1923年（大正12年）熊本県飽託郡芳野村（のち河内町を経て現在は熊本市）に生まれる。中学5年在学中に1939年（昭和14年）夏に海軍飛行予科練習生を志願して受験。合格後、10月1日第五期甲種飛行予科練習生に着任。飛行訓練中に曳的機の索に引っかけるが、運良く最後の瞬間に曳的が外れ、助かる事故にあう。
1940年（昭和15年）、谷田部空で延長教育を受ける。1941年（昭和16年）9月、大分空で実施訓練を受ける。
1942年（昭和17年）1月、第22航空戦隊司令部付戦闘機隊に着任。4月、鹿屋空に配属。哨戒任務が続いたが、シンガポール上空で本田を含む零戦9機とイギリス空軍のバッファロー戦闘機9機が交戦。本田とって実戦における最初の空戦となる。この空戦で本田は弾丸が無くなるまで発射し続け、なおも追尾を続けたところ、敵機はジャングルに突っ込み炎上、これが本田の初撃墜となる。同年9月ラバウル進出。11月、鹿屋空が第二五三海軍航空隊に改名される。ニューギニア沖、ソロモン諸島での航空戦に従事。本田によれば、カビエンの病院で盲腸の手術を受け、抜糸が終えた直後にB-17を迎撃して撃墜したが、空戦のG（加速度）で傷口が破れ、腸が飛び出したこともあったという。1943年（昭和18年）5月、大分空着任。
1944年（昭和19年）4月、第361航空隊戦闘に属する第407飛行隊着任。361空は実戦参加の機会がないまま解隊し、7月10日戦闘407は第221航空隊に編入。笠之原海軍航空基地で訓練に従事。
1944年12月、戦闘407が343空（剣部隊）に編入。飛行長志賀淑雄少佐は本田を荒武者と評した。来本昭吉飛長は空戦の腕前なら本田が戦闘407のトップと確信するという。本田は343空時代に2度の原爆の爆発を目撃した。広島市での原子爆弾の下からの爆発を空中で目撃しその衝撃波で500m落下を経験した。長崎市への原子爆弾投下の日、登山訓練途中の山中で原爆投下を目撃した。本田は戦後、「紫電改で出撃していればB-29を落とせたしなんとしても阻止した」と語っている。海軍は広島、長崎に続く原爆投下を阻止すべく戦闘機隊に対し、B-29が単機で侵入した場合は体当たりで即時撃墜せよと命令を下した。343空司令の源田実大佐は第三の原爆はあってはならないと心に決め、「我が剣部隊も既に組織的な攻撃に対する機能は乏しくなった。もし今度、新型爆弾に対する情報が入ったら、俺が体当たり（特攻）をしてでも阻止してみせる。その時は本田分隊士、二番機をつとめてくれ」と話し、本田も決意した。二番機は司令機の援護ではなく、司令機の特攻でも落ちない場合にとどめをさす役割であった。本田は自分も特攻する決意でいたと話している。
1945年（昭和20年）8月終戦。終戦時、皇統護持作戦に参加。准士官以上で司令の源田実大佐とともに自決を望む者が集められ、伝家の短剣とピストルを用意し、司令に短剣でやる自信がないのでピストルでやらせてほしいと言うと、司令は黙したままうなずいた。これは皇統護持作戦の参加者を募る試験であり、それを明かされると本田も参加を決めた。熊本県五家荘が候補となり隊員は各地に潜伏したが、天皇制存続が決まり活動は終了する。
その後、航空自衛隊に入りパイロットの養成やテストパイロットを務める。1963年（昭和38年）、空自を退役。最終階級は一等空尉。退役後は三菱重工業で試験操縦士を務めた。戦後を含めた飛行時間は9,800時間。本田は大戦の経験と三菱のテストパイロットとしての外遊資料から、当時の若年搭乗員で12機編隊着陸が一様にできた操縦性、腕比利用による高低速両用の操縦性で紫電改を評価し、大戦末期における双璧は紫電改とマスタングであると述べている。撃墜数は43機以上。その他に17機と記す書籍もある。
2021年（令和3年）10月3日、老衰のため死去。98歳没。